# Memorial Rik Van Steenbergen 1998
Il Memorial Rik Van Steenbergen 1998, ottava edizione della corsa, si svolse il 1º luglio 1998 su un percorso di 200 km, con partenza e arrivo ad Aartselaar. Fu vinto dal ceco Jan Svorada della Mapei-Bricobi davanti al belga Andrei Tchmil e al belga Peter Van Petegem.

## Ordine d'arrivo (Top 10)
| Pos. | Corridore         | Squadra              | Tempo    |
| ---- | ----------------- | -------------------- | -------- |
| 1    | Jan Svorada       | Mapei-Bricobi        | 4h32'21" |
| 2    | Andrei Tchmil     | Lotto-Mobistar       | s.t.     |
| 3    | Peter Van Petegem | TVM-Farm Frites      | s.t.     |
| 4    | Roger Hammond     | Palmans-Ideal        | s.t.     |
| 5    | Matteo Tosatto    | Ballan               | s.t.     |
| 6    | Jo Planckaert     | Lotto-Mobistar       | s.t.     |
| 7    | Fabio Baldato     | Riso Scotti-MG       | s.t.     |
| 8    | Eddy Torrekens    | Tonissteiner-Colnago | a 3"     |
| 9    | Eric De Clercq    | Collstrop            | s.t.     |
| 10   | Karl Pauwels      | Palmans-Ideal        | a 6"     |